# Kate Bosworth
Catherine Ann "Kate" Bosworth (født 2. januar 1983) er en amerikansk skuespillerinde. Hun blev velkendt for sin hovedrolle i filmen Blue Crush fra 2002, og har siden medvirket i få store film såsom Superman Returns (2006) og blackjack dramafilmen 21 fra 2008. Bosworth har i en periode også været omtalt en del i pressen for sin noget lave kropsvægt, men billeder det følgende år har vist at hun har taget på til en god sundhedsmæssig vægt. Bosworth har også fået opmærksomhed omkring sit privatliv for sine langvarige forhold til de to skuespillere Matt Czuchry og Orlando Bloom.

## Filmografi

### Film
| År   | Titel                         | Rolle               | Noter |
| ---- | ----------------------------- | ------------------- | --- |
| 1998 | The Horse Whisperer           | Judith              | |
| 2000 | The Newcomers                 | Courtney Docherty   | |
| 2000 | Remember the Titans           | Emma Hoyt           | |
| 2002 | Blue Crush                    | Anne Marie Chadwick | Nominated – MTV Movie Award for Best On-Screen Duo (shared with Michelle Rodriguez and Sanoe Lake) Nominated – MTV Movie Award for Best Breakthrough Female Performance Nominated – Teen Choice Award for Choice Movie Actress – Drama/Action Adventure |
| 2002 | The Rules of Attraction       | Kelly               | |
| 2003 | Wonderland                    | Dawn Schiller       | |
| 2003 | Advantage Hart                | Trinity Montage     | Short film |
| 2004 | Win a Date with Tad Hamilton! | Rosalee Futch       | Nominated – Teen Choice Award for Choice Movie Actress – Comedy Nominated – Teen Choice Award for Choice Movie Blush Nominated – Teen Choice Award for Choice Movie Liplock (shared with Topher Grace)                                                  |
| 2004 | Beyond the Sea                | Sandra Dee          | |
| 2005 | Bee Season                    | Chali               | |
| 2006 | Superman Returns              | Lois Lane           | Nominated – Saturn Award for Best Actress Nominated – Razzie Award for Worst Supporting Actress Nominated – Teen Choice Award for Choice Chemistry (delt med Brandon Routh)                                                                             |
| 2007 | The Girl in the Park          | Louise              | |
| 2008 | 21                            | Jill Taylor         | ShoWest – Special Award for Best Ensemble Nominated – Teen Choice Award for Choice Movie Actress: Drama |
| 2010 | Death Bed Subtext             | Daughter            | Short film |
| 2010 | Idiots                        | Maggie              | Short film |
| 2010 | The Warrior's Way             | Lynne               | |
| 2011 | Little Birds                  | Bonnie Muller       | |
| 2011 | Another Happy Day             | Alice               | |
| 2011 | L!fe Happens                  | Deena               | |
| 2011 | Straw Dogs                    | Amy Sumner          | |
| 2012 | Black Rock                    | Sarah               | |
| 2012 | And While We Were Here        | Jane Byrne          | |
| 2013 | Big Sur                       | Billie              | |
| 2013 | Movie 43                      | Arlene              | Nominated – Razzie Award for Worst Screen Combo (shared with the entire cast) |
| 2013 | Homefront                     | Cassie Bodine       | |
| 2014 | Still Alice                   | Anna                | |
| 2015 | Amnesiac                      | Hilary              | |
| 2015 | Life on the Line              | Bailey              | |
| 2015 | 90 Minutes in Heaven          | Eva Piper           | |
| 2015 | Heist                         | Sydney Silva        | |
| 2016 | Before I Wake                 | Jessie Hobson       | |
| 2016 | We Shot Ourselves             |                     | |
| 2018 | The Domestics                 | Nina Monroe West    | |
| 2019 | The Devil Has a Name          | Gigi Cutler         | |
| 2020 | Force of Nature               | Troy Barrett        | |
| 2021 | Wild Indian                   | Greta Peterson      | |
| 2022 | The Immaculate Room           | Kate                | |
| 2022 | Along for the Ride            | Heidi               | [ 1 ] |
| 2022 | Barbarian                     | Melissa             | Stemme |
| 2022 | House of Darkness             | Mina Murray         | |
| 2022 | The Enforcer                  | Estelle             | |
| 2023 | Last Sentinel                 | Cpl. Cassidy        | |
| 2023 | Confidential Informant        | Anna Moran          | |
| 2023 | The Locksmith                 | Beth Fisher         | |

### Tv
| År        | Titel              | Rolle                | Notes         |
| --------- | ------------------ | -------------------- | ------------- |
| 1997      | I den 7. himmel    | Student i baggrunden | 2 episoder    |
| 2000      | Young Americans    | Bella Banks          |               |
| 2015–2016 | The Art of More    | Roxanna Whitman      |               |
| 2017      | SS-GB              | Barbara Barga        |               |
| 2017      | The Long Road Home | Gina Denomy          |               |
| 2019      | The I-Land         | KC                   | Also producer |

### Computerspil
| År   | Titel                | Stemmerolle | Noter |
| ---- | -------------------- | ----------- | ----- |
| 2006 | Superman Returns     | Lois Lane   |       |
| 2010 | CR: Superman Returns | Lois Lane   |       |